# Palacio Municipal 6 de Julio
El Palacio Municipal 6 de Julio es la sede de la Municipalidad de la ciudad de Córdoba (Argentina) Su nombre hace referencia a la fecha de la fundación de la misma. En el edificio se encuentran las oficinas del departamento ejecutivo de la comuna, encabezado por el intendente municipal. Además, allí se hallan numerosas oficinas de la administración.

## Historia
Desde que quedó conformada la Municipalidad de Córdoba a mediados del siglo XIX se instaló en diversos inmuebles. En el año 1882, José Cometa presentó un proyecto para la construcción de un edificio propio, el cual se erigió en la esquina de las actuales calles Deán Funes y Rivera Indarte. Pero la comuna se vio forzada a vender el inmueble a la provincia, la cual fue sede del Poder Legislativo de Córdoba hasta el año 2019.
En 1889, se procedió a la expropiación de una manzana completa del centro para la construcción del Palacio Municipal, siendo el arquitecto Norbert Maillart quien ejecutaría los planos. Con la revolución de 1890, quedó aplazada la construcción.
Así, la municipalidad pasó por diversas sedes, como el Hotel San Martín (San Jerónimo esquina Buenos Aires) y el edificio que actualmente alberga al Museo Genaro Pérez, sobre Av. Gral. Paz. A fines de la década de 1930, el intendente Latella Frías proyectó la construcción de una sede propia para la comuna frente a la entonces plaza Vélez Sársfield, lo cual no se concretó.
Durante la intendencia de Manuel M. Federico, en 1953, se inició la construcción del actual Palacio, frente al Paseo Sobremonte, sobre un proyecto presentado por los arquitectos Sánchez Elía, Peralta Ramos y Agostini, del estudio SEPRA. La obra fue realizada por la empresa Ravazzola y Campisi, y si bien se vio retrasada por el gobierno de facto iniciado en 1955, fue finalmente inaugurado el 6 de julio de 1961 (en el 388° aniversario de la fundación de la ciudad). 

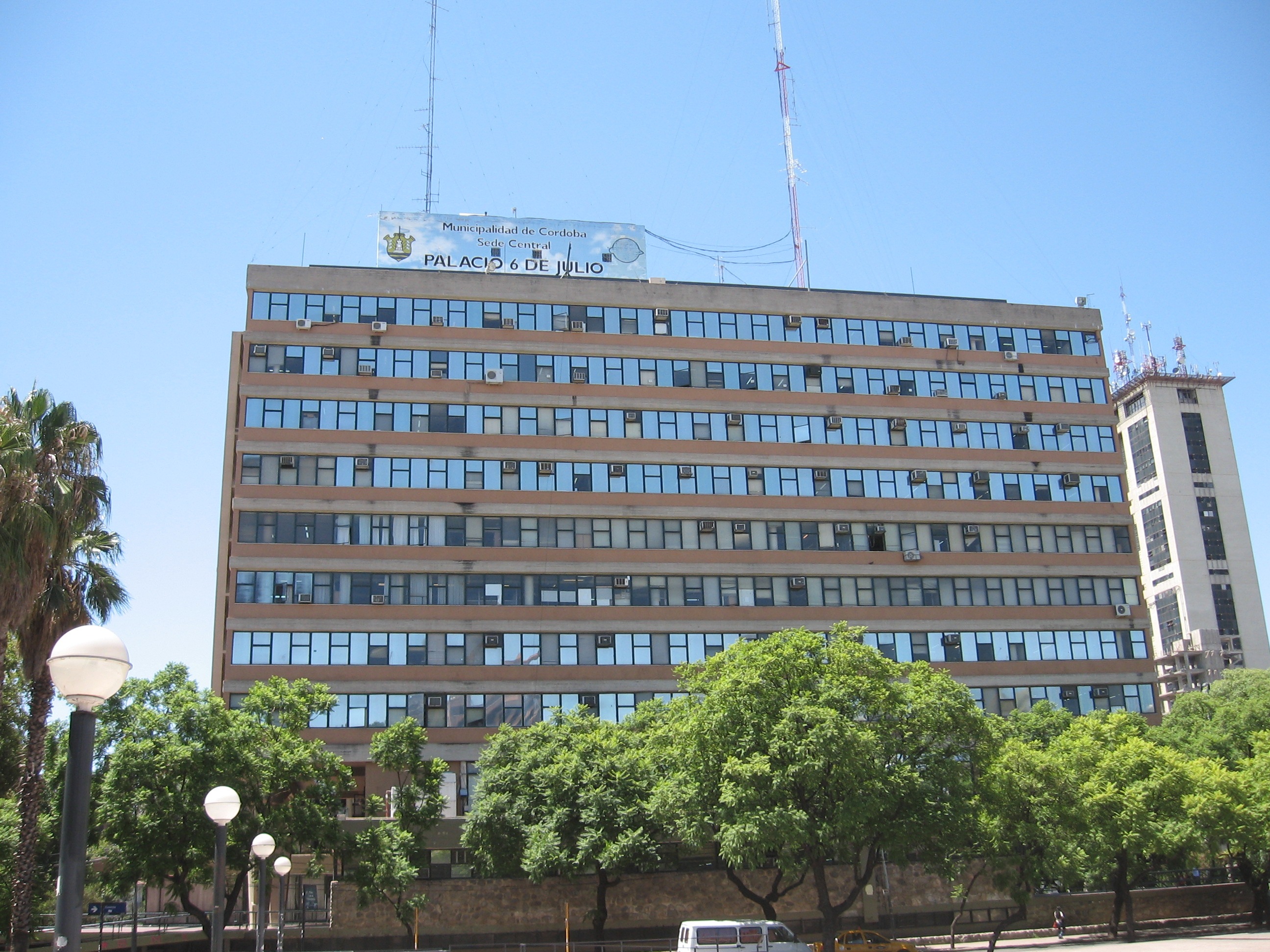
Vista del Palacio 6 de Julio desde la Plaza de la Intendencia.

El 11 de julio de 1974 se le impuso al Palacio Municipal el nombre de "6 de julio" mediante la ordenanza N° 6260, promulgada el 30 de aquel mes, siendo intendente José D. Coronel.
El 28 de noviembre de 2019 fue declarado Monumento Histórico Nacional.

## Arquitectura
El proyecto de los arquitectos Sánchez Elía, Peralta Ramos y Agostini se enmarca en el estilo arquitectónico brutalista. Este estilo se caracteriza por su enfoque en una arquitectura desnuda y rústica, donde se destaca el uso del hormigón en bruto. Este material se utiliza como un símbolo de austeridad, honestidad y conciencia de los recursos, alineándose con la búsqueda de bajos costos operativos.

## Ubicación
Se encuentra en Marcelo T. de Alvear 120 esquina Caseros, en la ciudad de Córdoba, en proximidades de La Cañada (al este) y del Paseo Sobremonte (al oeste) y la Plaza de la Intendencia (al sur del Palacio).